# Samuel Firewu
Samuel Firewu, né le 3 mai 2004, est un athlète éthiopien spécialiste du 3 000 mètres steeple.

## Biographie
Aux championnats du monde juniors, dans l'épreuve du 3 000 m steeple, il se classe 4e de l'édition 2021 et 2e de l'édition 2022.
Vainqueur de son premier titre national en 2022 à Hawassa, il se classe 5e des Championnats d'Afrique à Saint-Pierre. En 2023, il termine deuxième de la finale de la Ligue de diamant à Eugene, derrière le Kényan Simon Koech.
En 2024, Samuel Firewu remporte la médaille d'or du 3 000 m steeple lors des Jeux africains à Accra au Ghana.

## Palmarès
| Date | Compétition                   | Lieu         | Résultat | Épreuve         | Temps         |
| ---- | ----------------------------- | ------------ | -------- | --------------- | ------------- |
| 2021 | Championnats du monde juniors | Nairobi      | 4e       | 3 000 m steeple | 8 min 46 s 16 |
| 2022 | Championnats du monde juniors | Cali         | 2e       | 3 000 m steeple | 8 min 39 s 11 |
| 2022 | Championnats d'Afrique        | Saint-Pierre | 5e       | 3 000 m steeple | 8 min 32 s 11 |
| 2024 | Jeux africains                | Accra        | 1er      | 3 000 m steeple | 8 min 24 s 30 |
| 2024 | Jeux olympiques               | Paris        | 6e       | 3 000 m steeple | 8 min 8 s 87  |

### Records
| Épreuve         | Performance  | Lieu      | Date        |
| --------------- | ------------ | --------- | ----------- |
| 3 000 m steeple | 8 min 5 s 78 | Stockholm | 2 juin 2024 |